# Fermion
Fermioni, imenovani po italijanskem fiziku Enricu Fermiju, so delci, ki sestavljajo povsem antisimetrična sestavljena kvantna stanja. Zategadelj velja zanje Paulijevo izključitveno načelo in Fermi-Diracova statistika. Po izreku o spinski statistiki imajo fermioni polceli spin
Vsi osnovni delci so bodisi fermioni bodisi bozoni. V standardnem modelu elektrošibke in močne interakcije so fermioni gradniki snovi, npr. kvarki, ki sestavljajo protone in nevtrone. Ti osnovni fermioni spadajo bodisi med kvarke bodisi med leptone.
Zgledi fermionov:
- elektroni
- protoni
- nevtroni
- kvarki

Za fermione velja izključitveno načelo - v enem stanju je lahko samo en delec.